# Northrop Grumman EA-6B Prowler
Northrop Grumman EA-6B Prowler – amerykański pokładowy samolot walki elektronicznej i przeciwdziałania radioelektronicznego (ECM) USMC i US Navy (do czerwca 2015 roku), opracowany przez przedsiębiorstwo Grumman (obecnie Northrop Grumman) na bazie samolotu szturmowego A-6 Intruder jako czteromiejscowa, dwusilnikowa maszyna odrzutowa w konfiguracji średniopłatu. Zdolny do działań w każdych warunkach pogodowych i charakteryzujący się dużym zasięgiem oraz udźwigiem sprzętu i uzbrojenia. Wyposażenie elektroniczne maszyny zostało umieszczone w przedniej komorze kadłuba oraz w specjalnej opływowej gondoli na szczycie statecznika pionowego.
EA-6B Prowler był głównym samolotem walki elektronicznej amerykańskiej marynarki wojennej i piechoty morskiej, a jego główne zadania polegały na wsparciu samolotów szturmowych i wojsk lądowych poprzez przerwanie lub zakłócenie łączności i systemów elektronicznych przeciwnika, oraz zbieranie informacji wywiadowczych ze strefy działań.
Od wycofania samolotu EF-111A Raven w 1998 roku był jedynym samolotem Departamentu Obrony Stanów Zjednoczonych zdolnym zakłócać radary. Maszyna ta była wykorzystywana praktycznie w każdej operacji wojskowej Stanów Zjednoczonych. Zastąpiony został specjalną wersją wielozadaniowego samolotu F/A-18E/F Super Hornet oznaczonego jako EA-18G Growler.

## Historia
EA-6B Prowler posiadał czteroosobową załogę składającą się z pilota oraz trzech oficerów operatorów środków przeciwdziałania radioelektronicznego (Electronic Counter-Measures Officer) nazywanych w skrócie ECMO. Napęd maszyny stanowiły dwa turboodrzutowe silniki Pratt & Whitney J52-P408 bez dopalaczy, zdolne rozpędzić samolot do prędkości 950 km/h i działania w zasięgu 1840 km. Ze względu na specyficzne wymagania walki elektronicznej, EA-6B Prowler był najczęściej modernizowaną maszyną US Navy. Rozważano także zbudowanie na bazie EA-6B maszyny tankowania powietrznego.
Pokładowe systemy kierowania ogniem pozwalały atakować cele naziemne, zwłaszcza stacje radarowe, wyrzutnie przeciwlotniczych pocisków rakietowych i innych środków obronnych przeciwnika. Antyradarowy pocisk rakietowy AGM-88 HARM (High-speed Anti-Radiation Missile – szybki antyradarowy pocisk rakietowy) był głównym uzbrojeniem ofensywnym Prowlera.
Pierwowzór Prowlera, samolot EA-6A Electric Intruder, został opracowany podczas wojny w Wietnamie i był wersją dwumiejscowego A-6 Intruder wyposażoną w systemy walki elektronicznej użytkowaną przez nieliczne eskadry piechoty morskiej.
Dużo nowocześniejszy i poważnie przebudowany samolot EA-6B został oblatany 25 maja 1968 roku i wprowadzony do służby w lipcu 1971 roku, a wkrótce znalazł się w Wietnamie.
W latach 1993–1994 prowadzono program rozwojowy ADVCAP EA-6B (Advanded Capability) dotyczący nowej wersji samolotu o większych możliwościach. Przetestowano jedną maszynę prototypową, która charakteryzowała się doskonałymi parametrami, ale ze względów finansowych projekt został zamknięty. Zbudowany w ramach programu ADVCAP Prowler miał lepsze zdolności manewrowe, większy udźwig uzbrojenia. Prace rozwojowe podjęto po dużych problemach ze zwrotnością i związanej z tym serii wypadków, które zdarzały się trzy razy częściej samolotom Prowler niż innym maszynom marynarki.
W okresie użytkowania maszyna przeszła cały szereg modyfikacji, poprzez warianty oznaczane EXCAP (Expanded Capability), ICAP (Improved Capability), ICAP II, aż po ICAP III w dużej części kompatybilny z wyposażeniem następcy Prowlera – samolotu EA-18G Growler.
27 czerwca 2015 roku US Navy oficjalnie wycofała EA-6B z eksploatacji. Specjalna uroczystość z tym związana odbyła się w bazie Naval Air Station Whidbey Island. Ostatni raz samolot EA-6B Prowler wzbił się z pokładu lotniskowca 14 listopada 2014 roku. Do 2019 roku jedynym użytkownikiem tego typu maszyny był United States Marine Corps. 8 marca 2019 roku w bazie lotniczej Marine Corps Air Station Cherry Point w Północnej Karolinie odbyła się uroczystość rozwiązania ostatniej jednostki Korpusu, użytkującej samoloty EA-6B Prowler. Był nią dywizjon Marine Tactical Electronic Warfare Squadron 2 (VMAQ-2).

## Wypadki
- 3 lutego 1998 roku należący do USMC samolot EA-6B Prowler zerwał linę kolejki linowej w Cavalese we włoskich Dolomitach, doprowadzając do katastrofy, w której zginęło 20 osób, w tym dwoje Polaków.
- W 1981 roku lądujący na pokładzie lotniskowca USS „Nimitz” EA-6B rozbił się wywołując gwałtowny pożar, w którym zginęła załoga oraz kilka osób personelu pokładowego.
- Żaden z samolotów EA-6B Prowler nie został stracony w wyniku wykonywania misji bojowej, natomiast około 50 maszyn uległo różnego rodzaju katastrofom.